# Айос-Артеміос
Айос-Артеміос (грец. Άγιος Αρτέμιος) — район Афін довкола храму Святого Артемія. Територія району щільно забудована та нині обмежена передмістям Віронас та Мец. Головна вулиця району — проспект Філолау (λεωφόρος Φιλολάου).